# John Drummond (1723-1774)
John Drummond (27 avril 1723 - 25 juillet 1774) est un banquier et homme politique anglais.

## Biographie

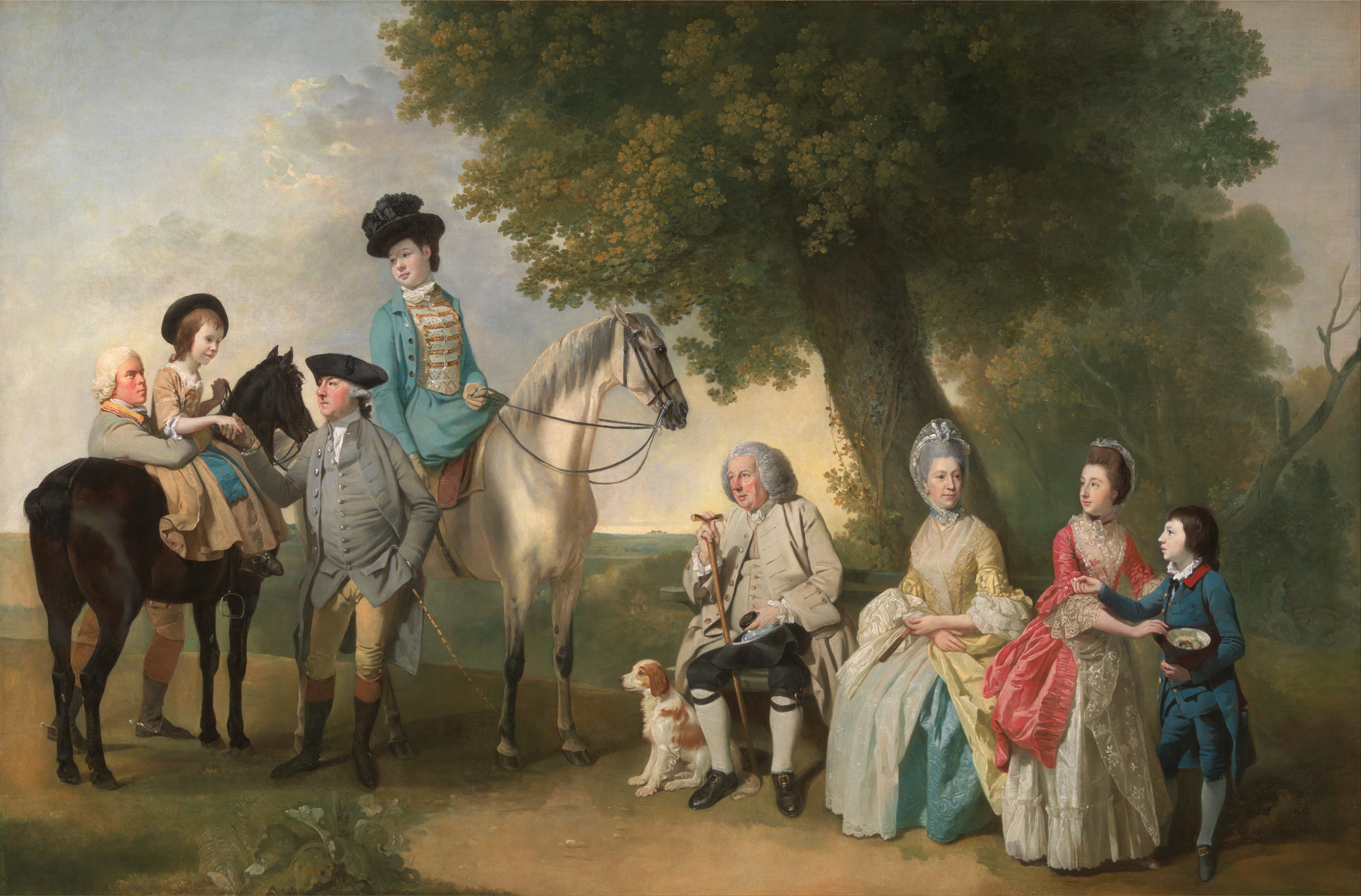
Drummond avec son père (centre) et sa famille Johan Zoffany c.1769

Il est le fils aîné du banquier Andrew Drummond (1688–1769), de Charing Cross à Londres et de Stanmore à Middlesex. Sa mère Isabella est la fille d'Alexander Strachan, un marchand écossais de Londres. Il est un cousin de Henry Drummond (1730-1795). Il fait ses études à la Westminster School et rejoint la banque Drummonds de son père.
Il est marié à Charlotte, fille de William Beauclerk et ont Jane Diana, Charlotte, John et George.
Il est député de Thetford de 1768 jusqu'à sa mort en 1774.